# تودی نوک‌باریک
تودی نوک‌باریک (نام علمی: Todus angustirostris) نام یک گونه از سرده تودی است.